# Frédéric Sammaritano
Frédéric Sammaritano (Vannes, 23 marzo 1986) è un ex calciatore francese, di ruolo centrocampista.

## Palmarès

### Club
- Championnat National: 1

Vannes: 2006-2007

### Nazionale
- Campionato d'Europa Under-19: 1

2005

### Individuale
- Capocannoniere della Coupe de la Ligue: 1

2010-2011 (3 reti)